# Teatre a l'antiga Roma
|  | Aquest article tracta sobre el gènere literari teatral llatí. Pel que fa als edificis on es representava, vegeu Teatre romà. |

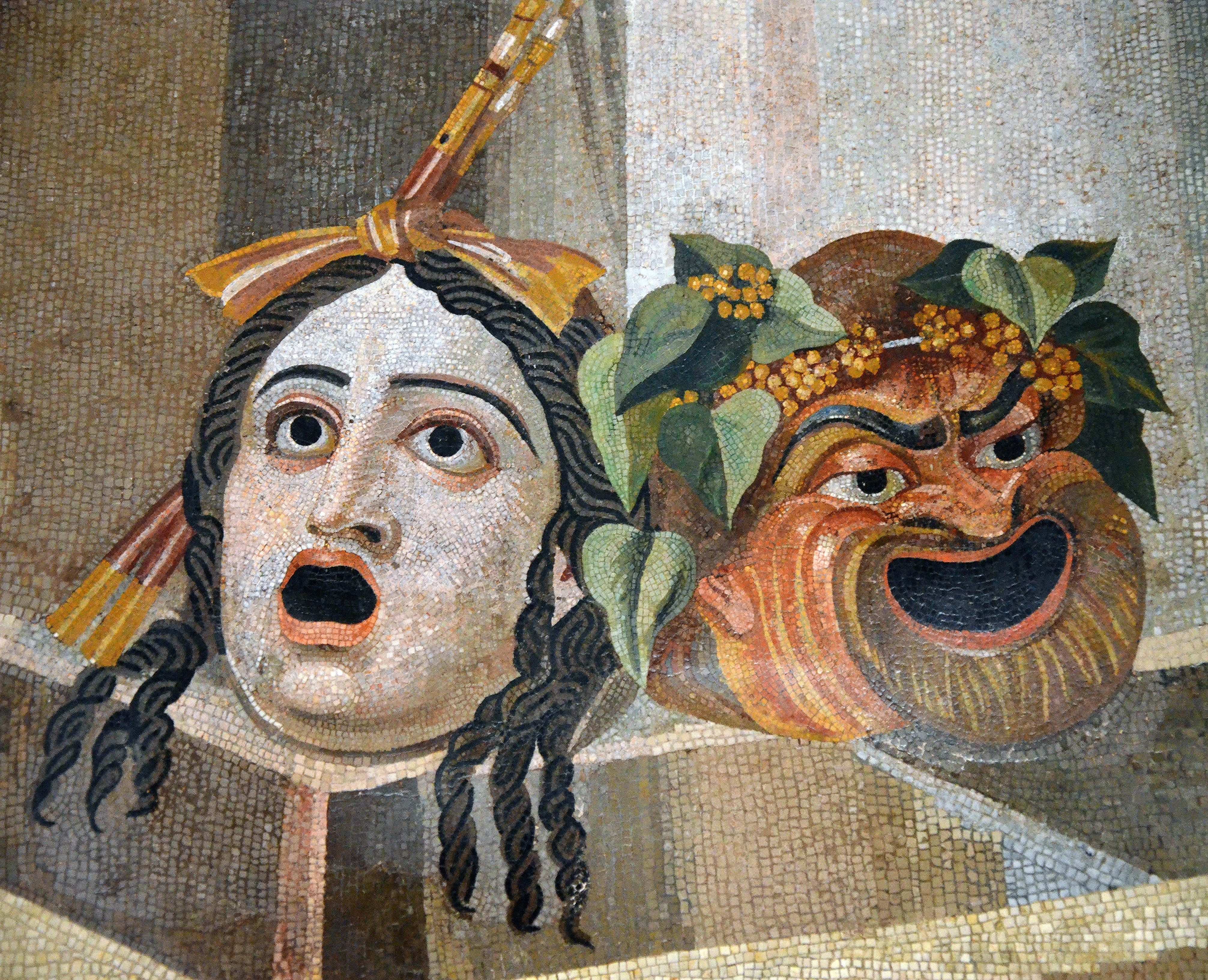
Mosaic romà del amb la representació de les màscares tràgica i còmica (Roma, Museus Capitolins)

El teatre llatí és el teatre que es feia a l'antiga Roma, incloent-hi texts, música, escenografia, indumentària i costums, representat en llengua llatina. Alguns dramaturgs romans cèlebres van ser Plaute, Terenci i Sèneca, tot i que també destaquen, per exemple, Fabi Dossè, Luci Atti i Titini. Algunes obres són encara ben conegudes, com el Truculent, de Plaute, o nombroses tragèdies de Luci Atti, com Medea o Les troianes, algunes d'elles sobretot gràcies a nombroses adaptacions (de teatre, cinema, òpera, dansa, etc.) d'autors posteriors.
Al contrari dels grecs, pels romans la funció del teatre va passar de ser una forma de formació, filosofia o crítica social, a prendre-hi importància l'entreteniment i l'espectacle per si mateix. La comèdia era extremadament popular, però també es feien tragèdies i altres gèneres pel gust de gaudir d'altres emocions. Es van crear companyies de teatre professionals formades per grups d'actors que feien gires per diverses províncies.
Els romans estaven més preocupats de l'espectacle concret que oferia l'obra teatral que no pas d'estar en harmonia amb el conjunt del món, com feien per exemple els grecs. Així, de vegades van tapar amb fronts escènics bonics paisatges darrere de l'escenari perquè el públic es pogués centrar en l'espectacle dels humans, però també per a proveir-lo de més complexitat, ja que servia també de "decorat" monumental, que ornamentaven amb escenografies pintades de forma realista. També se sap que es van mostrar desitjosos de millorar l'acústica i la visibilitat, cosa palesa en les seves característiques pròpies a les construccions arquitectòniques dedicades a aquestes arts.

## Estil i evolució
La comèdia togata és la que tracta sobre temes de la cultura romana, però també se'n van fer, al començament, d'inspirades en les gregues, gènere que posteriorment els estudiosos han anomenat comedia palliata. Aquest art d'entreteniment va començar a fer-se en espais cada cop més grans per a poder abastar més espectadors; la grandària i la consegüent distància entre el públic i els actors va fer evolucionar l'espectacle cap a una cosa més visual, on els diàlegs intimistes i detallats anaven substituint-se per altres de més simple i comercials; després, per escenes còmiques breus, i més tard per una successió variada d'espectacles que incloïen mim, pallassos i acrobàcies diverses (del mateix estil que l'actual Cirque du Soleil, per exemple). Posteriorment s'hi inclourien els animals, primer amb espectacles avui considerats de circ i més tard amb lluites entre ells. Finalment, tot això va ser reemplaçat per l'espectacle considerat més popular i desitjat pel públic, la lluita a mort entre humans (gladiadors).

## Influència en altres estils i cultures
La dramatúrgia llatina, considerada clàssica junt amb la grega, ha tingut, com les belles arts d'aquestes civilitzacions, una forta influència en les cultures europees al llarg dels segles. Alguns textos de teatre llatins es representen encara avui dia. D'altres actualment "clàssics" es basen en anteriors obres romanes, de vegades al seu torn inspirades en creacions gregues, i així han contribuït al coneixement i l'expansió de la cultura de l'antiga Grècia. És el cas, per exemple, de la Fedra romana de Sèneca, que va inspirar directament la Fedra francesa de Jean Racine, malgrat existir una Fedra grega, la de Sòfocles.
D'altra banda, malgrat que moltes persones poden tenir el reflex de pensar que tot fruit de l'obra romana està basat en la cultura grega, no és forçosament el cas pel que fa a la dramatúrgia, ja que algunes tragèdies gregues van ser imitacions d'altres de romanes, per exemple les de Luci Atti.